# Junichi Seki
Junichi Seki (關淳一 "Junichi Seki"?) (Osaka, 13 de agosto de 1935 - Osaka, 9 de junio de 2024). Fue un político japonés independiente, fue alcalde de Osaka de 2003 a 2007.

## Vida
Nació el 13 de agosto de 1935 en Osaka, Su abuelo fue Hajime Seki, un académico de políticas sociales y séptimo alcalde de Osaka.

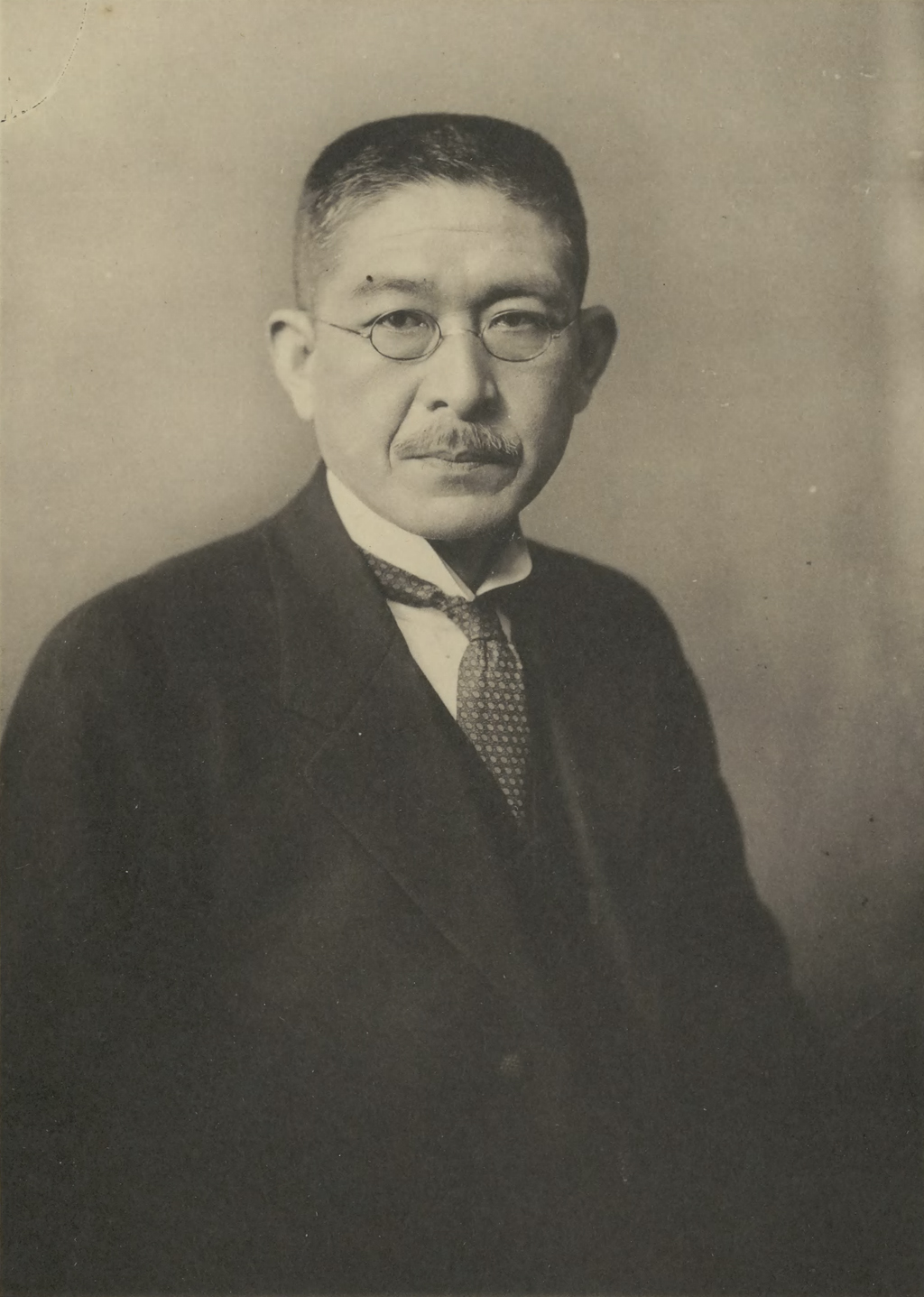
Hajime Seki abuelo de Junichi Seki

Se graduó en la Facultad de Medicina de la Universidad Municipal de Osaka en 1961, donde posteriormente trabajó como asistente y profesor. Su carrera pública incluyó roles destacados como subdirector y jefe de la Primera Medicina Interna en el Hospital Ciudadano Momoyama de Osaka a partir de 1987, y posteriormente como director de la Oficina de Salud Ambiental de Osaka en 1992. Seki se desempeñó como vicealcalde de Osaka desde 1995, siendo reelegido en 1999, hasta su elección como el 17º alcalde de Osaka en 2003. Aunque renunció en octubre de 2005, fue reelegido en las elecciones de noviembre del mismo año. En 2007, perdió las elecciones buscando un tercer mandato y dejó el cargo de alcalde el 18 de diciembre. Además, en 2010, asumió la presidencia de la Asociación Japonesa de la OMS, dejando un legado significativo en la salud pública y la administración municipal de Osaka.

## Trayectoria
Sirvió como vicealcalde bajo el alcalde Takafumi Isomura durante dos mandatos. En 2003, se presentó como candidato sucesor en las elecciones, obteniendo el respaldo de todos los partidos excepto del Partido Comunista de Japón. Derrotó a Takeshi (candidato del Partido Comunista de Japón) y asumió como alcalde. Al inicio de su mandato, nombró a la abogada Mitsuyo Ohira como vicealcaldesa, lo que fue notable por ser un nombramiento externo.

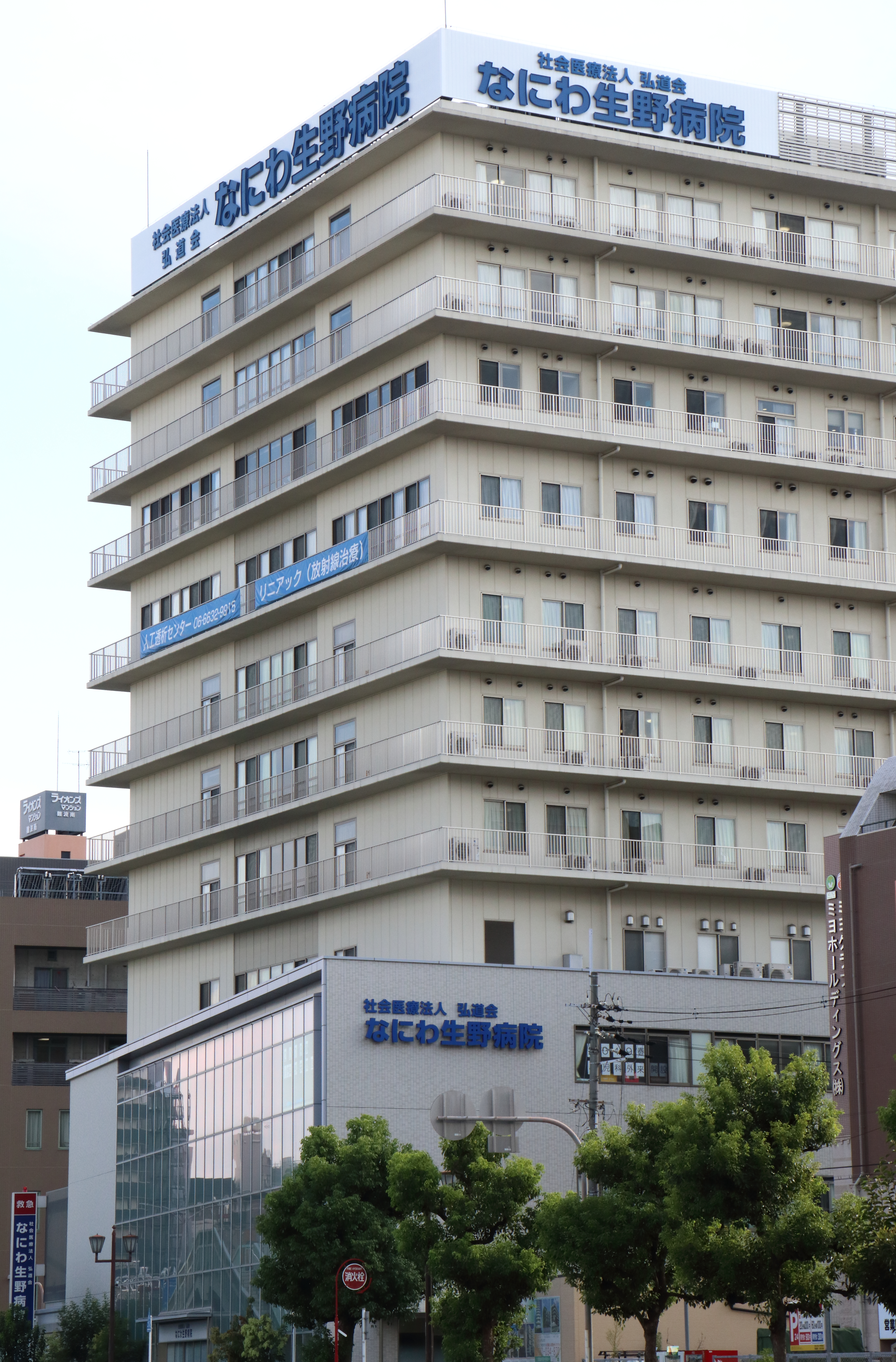
Hospital Ashihara

A partir de 2004, enfrentó críticas por problemas de trato preferencial a empleados de la ciudad y trabajó en reformas administrativas con la ayuda de expertos externos como Shin'ichi Ueyama. Fue cuestionado por su decisión de aprobar un préstamo sin garantía de 4.6 mil millones de yenes al Hospital Ashihara  durante su tiempo como director de la Oficina de Salud Ambiental y vicealcalde. En octubre de 2005, renunció para someter su mandato a referéndum y ganó las elecciones de noviembre, recibiendo el apoyo del Partido Liberal Democrático y el Partido Komeito. 
Durante su mandato, Seki implementó una serie de medidas clave que incluyeron la reforma administrativa y financiera en colaboración con expertos externos, focalizados en la Sede de Reforma Municipal. Cada oficina y distrito fue instado a crear un manifiesto detallando los aspectos de esta reforma. 
Además, se llevó a cabo un examen exhaustivo de la estructura de gestión de la Oficina de Transporte Municipal de Osaka, con el objetivo de avanzar hacia la privatización completa. Se desarrollaron sistemas para mejorar la transparencia y el cumplimiento, se congeló la contratación de nuevo personal y se estableció un diálogo con la Prefectura de Osaka para eliminar la duplicación administrativa a través del "Consejo de Cooperación de Prefecturas y Ciudades". 
Como directriz estratégica, se introdujo la "Estrategia de Ciudad Creativa" para convertir Osaka en un centro creativo que fusionara arte y negocios. Además, se fortaleció el apoyo empresarial, se optimizó el uso de las instalaciones de los museos municipales y se fomentaron colaboraciones con universidades e institutos de investigación como la Universidad de Keio, la Universidad de Tongji (China) y la Universidad Carnegie Mellon (Estados Unidos). 
Seki también estableció acuerdos de colaboración con instituciones locales como la Universidad de Osaka y el Consorcio Universitario de Osaka. Aunque anunció su candidatura para un tercer mandato en las elecciones de 2007, finalmente perdió el apoyo necesario debido a discrepancias en políticas municipales clave, incluida la privatización del transporte público, y se retiró de la política activa. Falleció el 9 de junio de 2024 a la edad de 88 años.